# Ludovica di Baviera
Principessa Maria Ludovica Guglielmina di Baviera (nome completo in tedesco: Marie Ludovika Wilhelmine; Monaco di Baviera, 30 agosto 1808 – Monaco di Baviera, 26 gennaio 1892) nata principessa di Baviera, divenne Duchessa in Baviera per matrimonio. 
Fu la madre di due sovrane: Elisabetta, imperatrice d'Austria e regina d'Ungheria, e Maria Sofia, ultima regina consorte delle Due Sicilie.

## Biografia

### Infanzia

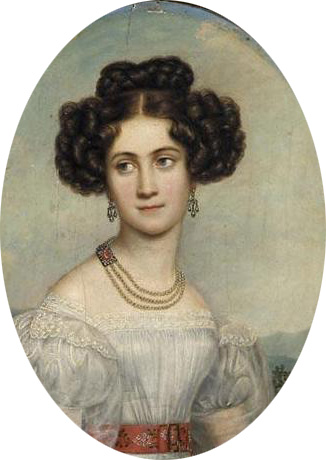
Ludovica in giovane età

Membro del ramo Birkenfeld-Zweibrücken del Casato di Wittelsbach, la Principessa Maria Ludovica Guglielmina, (chiamata Louise) era la quinta figlia del re Massimiliano I di Baviera e della seconda moglie, la principessa Carolina di Baden, figlia di Carlo Luigi, Principe Ereditario di Baden e della langravia Amalia d'Assia-Darmstadt. I suoi nonni paterni furono il conte palatino Federico Michele di Zweibrücken-Birkenfeld e la principessa Maria Francesca di Sulzbach esiliata in un monastero per infedeltà. Una delle sorelle maggiori di Ludovica, la Principessa Sofia sposò l'Arciduca Francesco Carlo d'Austria, figlio dell'Imperatore Francesco II.
Già dall'età di quattro anni, i principi e le principesse partecipavano alla vita di corte, tra cui andare a teatro, affinché si abituassero al galateo. Unitamente agli studi di letteratura classica, della geografia e della storia, i bambini crebbero parlando tedesco e francese, oltre alla lingua di corte.

### Matrimonio
In gioventù Ludovica si innamorò di Don Miguel (1802-1866), un principe portoghese della casa di Braganza, ma i genitori la diedero in sposa al lontano parente Massimiliano, duca in Baviera, il 9 settembre 1828.

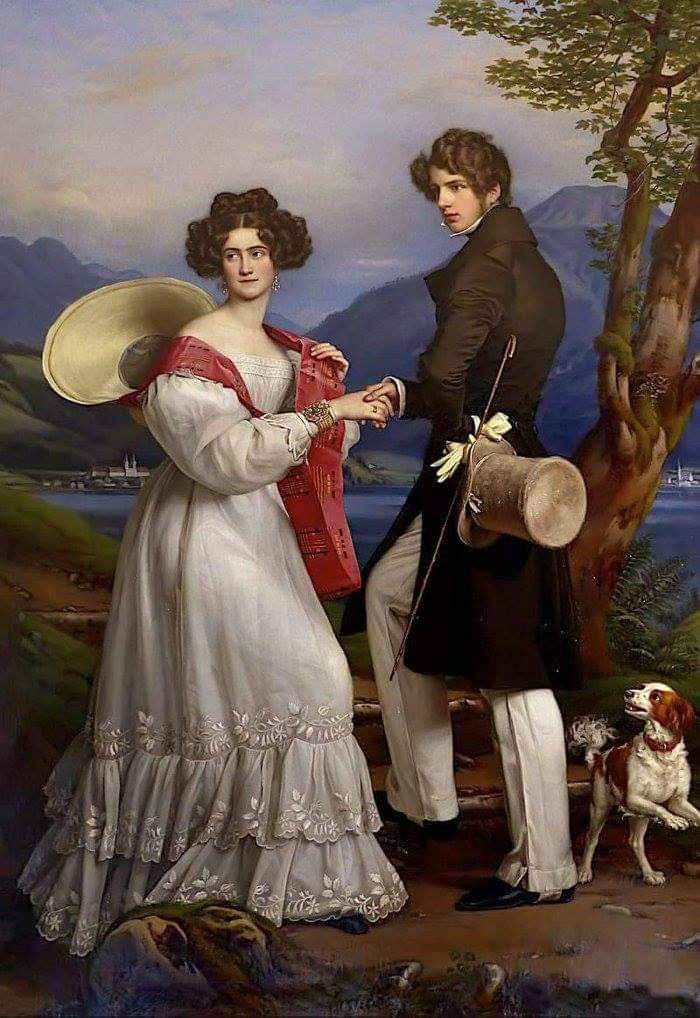
Massimiliano Giuseppe in Baviera e Ludovica di Baviera

Nei primi anni di matrimonio, la coppia viaggiò in Svizzera e Italia. Nel 1834 il marito acquistò Possenhofen, sul lago di Starnberg, residenza estiva per la famiglia in crescita. A Monaco, la famiglia viveva nella Herzog-Max Palais, costruito dal 1828 al 1830.
Le principali occupazioni di Ludovica erano la direzione della casa e la cura dei numerosi figli.
Il Duca Max morì il 15 novembre 1888. Molte persone gli resero omaggio, dal momento che era molto popolare. L'anno seguente, suo nipote il principe ereditario Rodolfo si suicidò nel casino di caccia di Mayerling.

### Morte
La duchessa Ludovica morì nel 1892 a Monaco di Baviera, per le conseguenze di una bronchite. I suoi resti sono conservati nella tomba di famiglia nel castello di Tegernsee a Tegernsee; è sepolta accanto al marito.

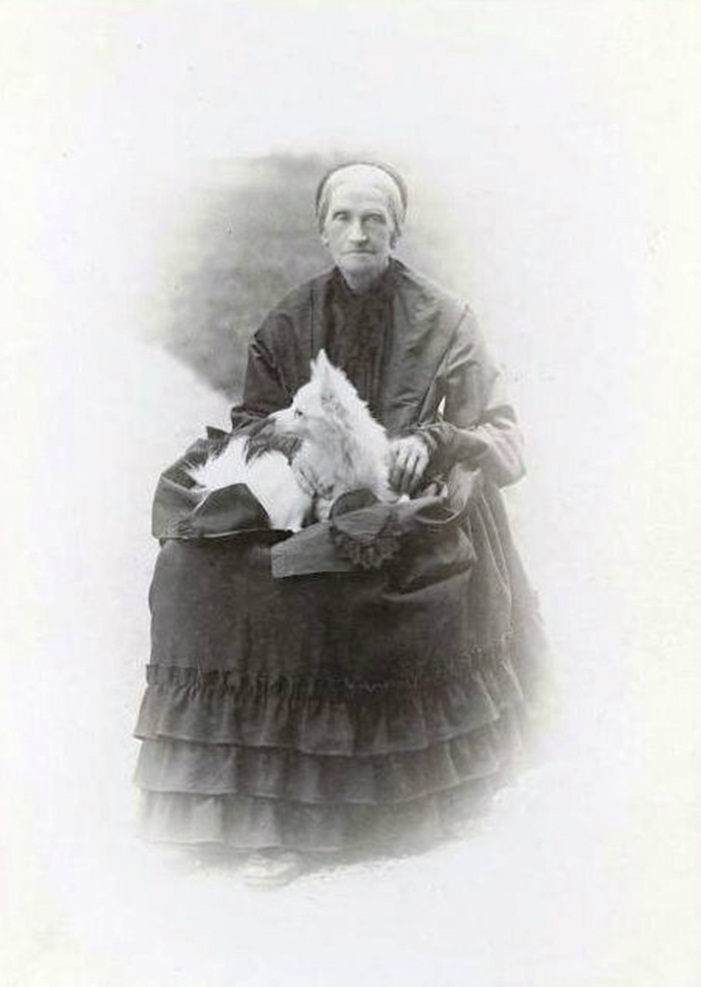
Ludovica di Baviera pochi anni prima della morte.

## Discendenza
Massimiliano e Ludovica ebbero dieci figli:
- Ludovico Guglielmo (1831-1920)

∞ 1859 (morganatico) Henriette Mendel, creata baronessa di Wallersee (1833–1891)
∞ 1892–1913 (morganatico) Antonie von Bartolf (1871–1956)
- Guglielmo Carlo (24 dicembre 1832 - 13 febbraio 1833);
- Elena Carolina Teresa, nota come Néné (1834-1890)

∞ 1858 Massimiliano Antonio, principe ereditario di Thurn und Taxis.
- Elisabetta Amalia Eugenia, nota come Sissi (1837-1898)

∞ 1854 suo cugino l'Imperatore Francesco Giuseppe I d'Austria (1830-1916)
- Carlo Teodoro, noto come Gackel (1839-1909), Duca in Baviera e famoso oculista

∞ 1865 sua cugina la Principessa Sofia di Sassonia (1845–1867)
∞ 1874 l'Infanta Maria José del Portogallo (1857–1943)
- Maria Sofia Amalia (1841-1925)

∞ 1859 il re Francesco II delle Due Sicilie (1836-1894)
- Matilde Ludovica, nota come Spatz (1843-1925)

∞ 1861 Principe Luigi delle Due Sicilie, Conte di Trani (1838–1886)
- Massimiliano (*/† 1845)
- Sofia Carlotta Augusta (1847-1897)

∞ 1868 Principe Ferdinando d'Orléans, duca d'Alençon (1844-1910)
- Massimiliano Emanuele, noto come Mapperl (1849-1893)

∞ 1875 Principessa Amalia di Sassonia-Coburgo e Gotha.

## Ascendenza
|                                            |                         |                                                 | Genitori                                     |  |  | Nonni |  |  | Bisnonni                                 |  |  | Trisnonni                                          |  |
|                                            |                         |                                                 |                                              |  |  |       |  |  | Cristiano III del Palatinato-Zweibrücken |  |  | Cristiano II del Palatinato-Zweibrücken-Birkenfeld |  |
|                                            |                         |                                                 |                                              |  |  |       |  |  | Cristiano III del Palatinato-Zweibrücken |  |  | Cristiano II del Palatinato-Zweibrücken-Birkenfeld |  |
|                                            |                         | Caterina Agata di Rappoltstein                  |                                              |  |  |       |  |  | Cristiano III del Palatinato-Zweibrücken |  |  |                                                    |  |
| Federico Michele di Zweibrücken-Birkenfeld |                         |                                                 |                                              |  |  |       |  |  | Cristiano III del Palatinato-Zweibrücken |  |  |                                                    |  |
|                                            |                         | Carolina di Nassau-Saarbrücken                  | Luigi Cratone di Nassau-Saarbrücken          |  |  |       |  |  |                                          |  |  |                                                    |  |
|                                            |                         | Carolina di Nassau-Saarbrücken                  | Luigi Cratone di Nassau-Saarbrücken          |  |  |       |  |  |                                          |  |  |                                                    |  |
|                                            |                         | Carolina di Nassau-Saarbrücken                  | Enrichetta Filippina di Hohenlohe-Langenburg |  |  |       |  |  |                                          |  |  |                                                    |  |
| Massimiliano I Giuseppe di Baviera         |                         | Carolina di Nassau-Saarbrücken                  |                                              |  |  |       |  |  |                                          |  |  |                                                    |  |
|                                            |                         | Giuseppe Carlo del Palatinato-Sulzbach          | Teodoro Eustachio del Palatinato-Sulzbach    |  |  |       |  |  |                                          |  |  |                                                    |  |
|                                            |                         | Giuseppe Carlo del Palatinato-Sulzbach          | Teodoro Eustachio del Palatinato-Sulzbach    |  |  |       |  |  |                                          |  |  |                                                    |  |
|                                            |                         | Giuseppe Carlo del Palatinato-Sulzbach          | Maria Eleonora d'Assia-Rotenburg             |  |  |       |  |  |                                          |  |  |                                                    |  |
| Maria Francesca del Palatinato-Sulzbach    |                         | Giuseppe Carlo del Palatinato-Sulzbach          |                                              |  |  |       |  |  |                                          |  |  |                                                    |  |
|                                            |                         | Elisabetta Augusta Sofia del Palatinato-Neuburg | Carlo III Filippo del Palatinato             |  |  |       |  |  |                                          |  |  |                                                    |  |
|                                            |                         | Elisabetta Augusta Sofia del Palatinato-Neuburg | Carlo III Filippo del Palatinato             |  |  |       |  |  |                                          |  |  |                                                    |  |
|                                            |                         | Elisabetta Augusta Sofia del Palatinato-Neuburg | Ludwika Karolina Radziwiłł                   |  |  |       |  |  |                                          |  |  |                                                    |  |
| Ludovica di Baviera                        |                         | Elisabetta Augusta Sofia del Palatinato-Neuburg |                                              |  |  |       |  |  |                                          |  |  |                                                    |  |
|                                            | Carlo Federico di Baden | Federico di Baden-Durlach                       |                                              |  |  |       |  |  |                                          |  |  |                                                    |  |
|                                            | Carlo Federico di Baden | Federico di Baden-Durlach                       |                                              |  |  |       |  |  |                                          |  |  |                                                    |  |
|                                            | Carlo Federico di Baden | Amalia di Nassau-Dietz                          |                                              |  |  |       |  |  |                                          |  |  |                                                    |  |
| Carlo Luigi di Baden                       | Carlo Federico di Baden |                                                 |                                              |  |  |       |  |  |                                          |  |  |                                                    |  |
|                                            |                         | Carolina Luisa d'Assia-Darmstadt                | Luigi VIII d'Assia-Darmstadt                 |  |  |       |  |  |                                          |  |  |                                                    |  |
|                                            |                         | Carolina Luisa d'Assia-Darmstadt                | Luigi VIII d'Assia-Darmstadt                 |  |  |       |  |  |                                          |  |  |                                                    |  |
|                                            |                         | Carolina Luisa d'Assia-Darmstadt                | Carlotta di Hanau-Lichtenberg                |  |  |       |  |  |                                          |  |  |                                                    |  |
| Carolina di Baden                          |                         | Carolina Luisa d'Assia-Darmstadt                |                                              |  |  |       |  |  |                                          |  |  |                                                    |  |
|                                            |                         | Luigi IX d'Assia-Darmstadt                      | Luigi VIII d'Assia-Darmstadt                 |  |  |       |  |  |                                          |  |  |                                                    |  |
|                                            |                         | Luigi IX d'Assia-Darmstadt                      | Luigi VIII d'Assia-Darmstadt                 |  |  |       |  |  |                                          |  |  |                                                    |  |
|                                            |                         | Luigi IX d'Assia-Darmstadt                      | Carlotta di Hanau-Lichtenberg                |  |  |       |  |  |                                          |  |  |                                                    |  |
| Amalia d'Assia-Darmstadt                   |                         | Luigi IX d'Assia-Darmstadt                      |                                              |  |  |       |  |  |                                          |  |  |                                                    |  |
|                                            |                         | Carolina del Palatinato-Zweibrücken-Birkenfeld  | Cristiano III del Palatinato-Zweibrücken     |  |  |       |  |  |                                          |  |  |                                                    |  |
|                                            |                         | Carolina del Palatinato-Zweibrücken-Birkenfeld  | Cristiano III del Palatinato-Zweibrücken     |  |  |       |  |  |                                          |  |  |                                                    |  |
|                                            |                         | Carolina del Palatinato-Zweibrücken-Birkenfeld  | Carolina di Nassau-Saarbrücken               |  |  |       |  |  |                                          |  |  |                                                    |  |
|                                            |                         | Carolina del Palatinato-Zweibrücken-Birkenfeld  |                                              |  |  |       |  |  |                                          |  |  |                                                    |  |

## Titoli e trattamento
- 30 agosto 1808 – 9 settembre 1828: Sua Altezza Reale, la Principessa Ludovica di Baviera
- 9 settembre 1828 – 25 gennaio 1892: Sua Altezza Reale, la Duchessa Ludovica di Baviera